# Derek Hahn
Derek Hahn (født 27. december 1977 i Elmira, Ontario, Canada) er en canadisk ishockeyspiller der i sæsonen 2006-07 spillede for Rødovre Mighty Bulls i Superisligaen. I Rødovre var han placeret som center. Han lå til at blive topscorer, men han led ligesom resten af holdet af formsvigt hen mod slutningen af sæsonen og blev overhalet af holdkammeraten Rhett Gordon og otte andre spillere på ligaens topscorerliste. Derek Hahn var, da han var i topform, måske ligaens bedste spiller.